# NGC 1789
NGC 1789 (другое обозначение — ESO 56-SC37) — рассеянное скопление в созвездии Столовой Горы, расположенное в Большом Магеллановом Облаке. Открыто Джоном Гершелем в 1835 году. Описание Дрейера: «очень тусклый, довольно маленький объект круглой формы, немного более яркий в середине». Изофоты скопления имеют эллиптическую форму, причём разные изофоты имеют разные позиционные углы, под которыми проходят их большие полуоси. Возраст скопления составляет 400—800 миллионов лет.
Этот объект входит в число перечисленных в оригинальной редакции «Нового общего каталога».